# Nazionale maschile under 21 di calcio a 5 della Russia
La nazionale di calcio a 5 russa Under-21 è la rappresentativa di Calcio a 5 Under-21 della Russia ed è posta sotto l'egida della Federazione calcistica della Russia.

## Storia
La Russia ha ospitato e vinto il primo e unico campionato europeo di calcio a 5 Under-21 che si è svolto dall'8 dicembre al 12 dicembre a San Pietroburgo.

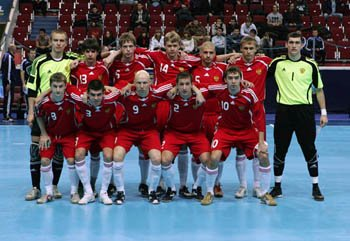
Campionato europeo di calcio a 5 Under-21 2008

## Partecipazioni al Campionato europeo di calcio a 5 Under-21
- 2008:  Campione (Battuta l'Italia per 5-4 DTS)